# Nate Thayer
Nathaniel „Nate“ Talbott Thayer (* 21. April 1960 in Washington; † vor oder am 3. Januar 2023 in Falmouth, Massachusetts) war ein US-amerikanischer Journalist, Mitarbeiter unter anderem für Associated Press, „Jane’s Defence Weekly“, Washington Post, „Phnom Penh Post“ und „Far Eastern Economic Review“.

## Leben
Thayer sorgte im Juli 1997 weltweit für Schlagzeilen, als er exklusiv über das „Volkstribunal“ der Roten Khmer gegen Pol Pot im Dschungel von Nord-Kambodscha berichtete. Thayer war damals gemeinsam mit dem Kameramann David McKaige einziger ausländischer Augenzeuge der Verurteilung des ehemaligen Herrschers zu lebenslanger Haft.
Im Oktober 1997 gelang es ihm als zweitem westlichen Journalisten (nach Elizabeth Becker 1978), Pol Pot zu interviewen. Später führte Nate Thayer Gespräche mit weiteren Funktionären der Roten Khmer, unter anderem mit Ta Mok und Kang Kek Leu, dem Leiter des Folterzentrums S-21 (Tuol Sleng).

## Veröffentlichungen (Auswahl)
- Sympathy for the Devil. Living Dangerously in Cambodia – A Foreign Correspondent’s Story. New York 1999.
- Forbidden City. In: Far Eastern Economic Review (Hong Kong), 22. Oktober 1997.